# Římskokatolická farnost – děkanství Jaroměř I
Římskokatolická farnost – děkanství Jaroměř I je územní společenství římských katolíků v rámci náchodského vikariátu královéhradecké diecéze.

## O farnosti

### Historie
Duchovní správa v městě Jaroměři je poprvé písemně doložena v roce 1325, kdy je poprvé zmíněn místní děkanský kostel sv. Mikuláše při klášteře augustiniánů kanovníků. Rovněž ze 14. století pochází i menší kostel, zasvěcený sv. Jakubu Staršímu. K 1. lednu 2008 byly k jaroměřské farnosti v rámci procesu slučování farností v královéhradecké diecézi připojeny původně samostatné farnosti Heřmanice nad Labem a Zaloňov.

### Současnost
Farnost má sídelního duchovního správce, který spravuje také ex currendo farnost v pevnosti Josefov.
| Fotografie | Kostel                        | Místo      | Bohoslužba             | Bohoslužba             | Poznámka               |
| ---------- | ----------------------------- | ---------- | ---------------------- | ---------------------- | ---------------------- |
|            | Kostel Navštívení Panny Marie | Dolany     | neslouží se pravidelně | neslouží se pravidelně | filiální kostel        |
|            | Kostel sv. Máří Magdaleny     | Heřmanice  | neslouží se pravidelně | neslouží se pravidelně | filiální kostel        |
|            | Kostel sv. Jakuba Staršího    | Jaroměř    | čtvrtek                | 18.00                  | filiální kostel        |
|            | Kostel sv. Mikuláše           | Jaroměř    | neděle pátek           | 8.30 18.00             | farní kostel           |
|            | Kaple                         | Jaroměř    | úterý                  | 18.00                  | oratorium na děkanství |
|            | Kaple sv. Anny                | Jaroměř    | neslouží se pravidelně | neslouží se pravidelně | kaple                  |
|            | Kostel sv. Markéty            | Semonice   | 1. sobota v měsíci     | 19.30                  | filiální kostel        |
|            | Kostel Proměnění Páně         | Velichovky | sobota                 | 18.00                  | filiální kostel        |
|            | Kostel sv. Petra a Pavla      | Zaloňov    | 1. sobota v měsíci     | 8.00                   | filiální kostel        |